# Iglesia de Santa María (Vilamitjana)
Santa María de Vilamitjana es la iglesia parroquial románica y gótica de la población de Vilamitjana, situada dentro y en la parte norte de la villa amurallada.

## Descripción
Es una iglesia cubierta con bóveda apuntada, de una sola nave y cabecera plana. Destaca el campanario de espadaña, sobre la fachada de poniente, donde está la puerta principal. Es un campanario de espadaña ancho (de la misma medida que la fachada), y con dos pisos: el inferior, tapado y con un reloj situado en el ojo del medio de los tres que tenía, en el piso superior, abierto, es el que acoge las campanas.
La puerta tapiada en el muro de mediodía y otros elementos de esta misma fachada nos permiten ver los restos de la iglesia románica predecesora de la actual, gótica, posiblemente de los siglos XI y XII.